# Fallibilism
Fallibilism (av latin fallible, felbar) är inom filosofi en kunskapteoretisk riktning som hävdar att alla trosuppfattningar är provisoriska och potentiellt felbara – varken axiom, rationalism, empirism eller kantianism kan utgöra säkra grundvalar för det vi påstår oss veta. Alla kunskapsanspråk är alltså osäkra. Fallibilism har dock ingen bestämd omfattning; en del fallibilister vidhåller bara fallibilism för vissa begränsade kunskapsområden, exempelvis matematik, induktion eller sinnesintryck. Allomfattande fallibilism är likställt med epistemologisk nihilism, global skepticism eller radikal skepticism. Fallibilism implicerar inte att vi inte har någon kunskap; fallibilister förnekar vanligtvis att kunskap kräver säkerhet. Fallibilism är därför idén att allt vi tror oss veta skulle principiellt sett kunna vara falskt.
Peirce introducerade termen och förknippade den med pragmatismen. Idag får den ofta beteckna vetenskapsteoretiska grupperingar som utgår från Popper.